# Hoplojana rustica
Hoplojana rustica är en fjärilsart som beskrevs av Embrik Strand. Hoplojana rustica ingår i släktet Hoplojana och familjen Eupterotidae. Inga underarter finns listade i Catalogue of Life.